# Вайссенбург-Гунценгаузен
Вайссенбург-Гунценгаузен (нім. Weißenburg-Gunzenhausen) — район в Німеччині, у складі округу Середня Франконія федеральної землі Баварія. Адміністративний центр — місто Вайссенбург-у-Баварії. Площа району складає 970,83 км².

## Клімат
Клімат у Вайссенбург-Гунценгаузені морський. Протягом року випадає значна кількість опадів, середньорічна норма опадів — 726 мм. Більша частина опадів випадає у червні, в середньому 90 мм.
Середньорічна температура у Вайссенбург-Гунценгаузені становить — 8.2 °C. Найтепліший місяць року — липень з середньою температурою 17.6 °C. Середня температура у січні -1.7 ° C. Це найнижча середня температура протягом року.

## Населення
Населення району становить 78 355 осіб (станом на 31 грудня 2020).

## Адміністративний поділ
Район складається з 5 міст (нім. Städte), 6 торговельних громад (нім. Märkte) та 16 громади (нім. Gemeinden):

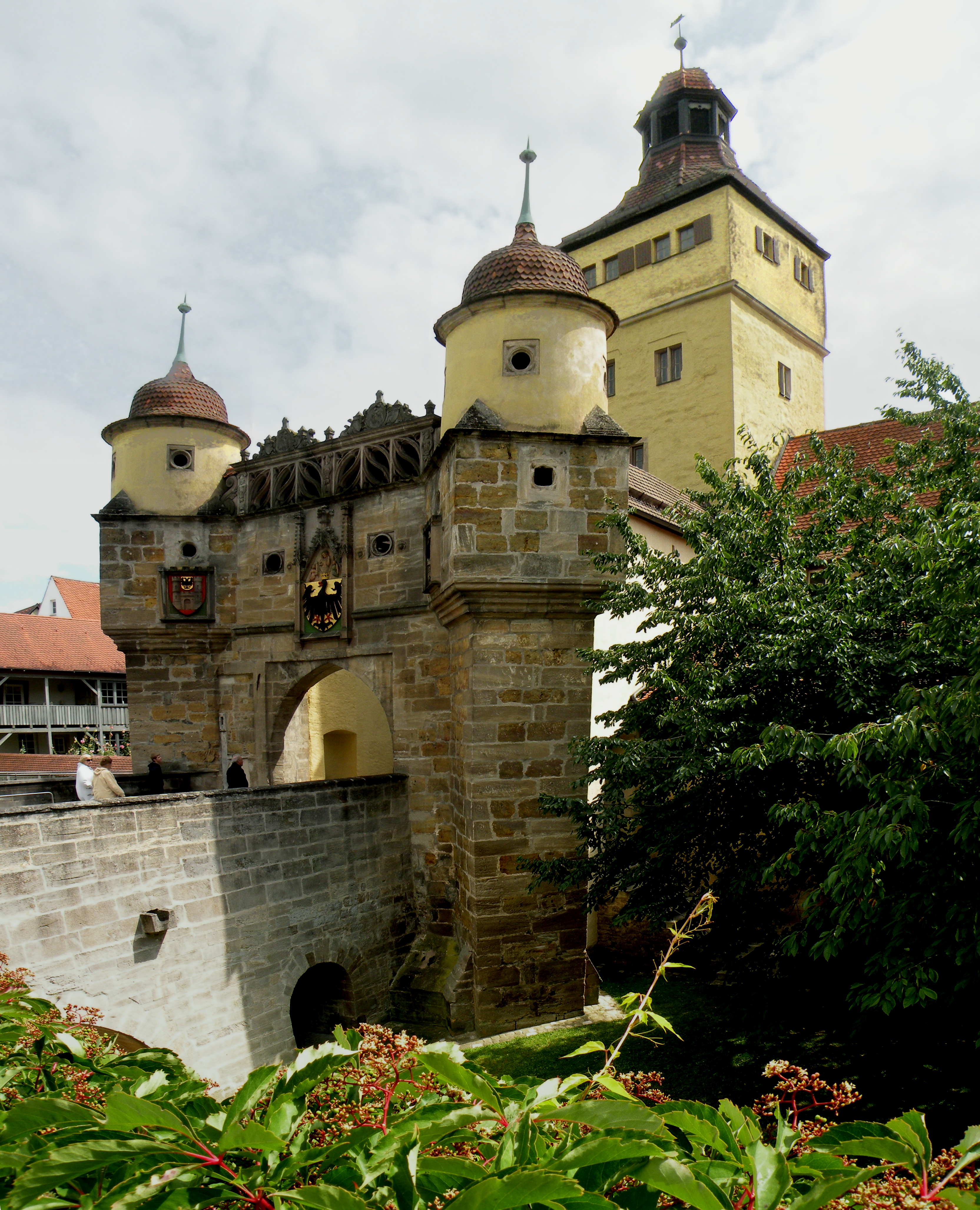

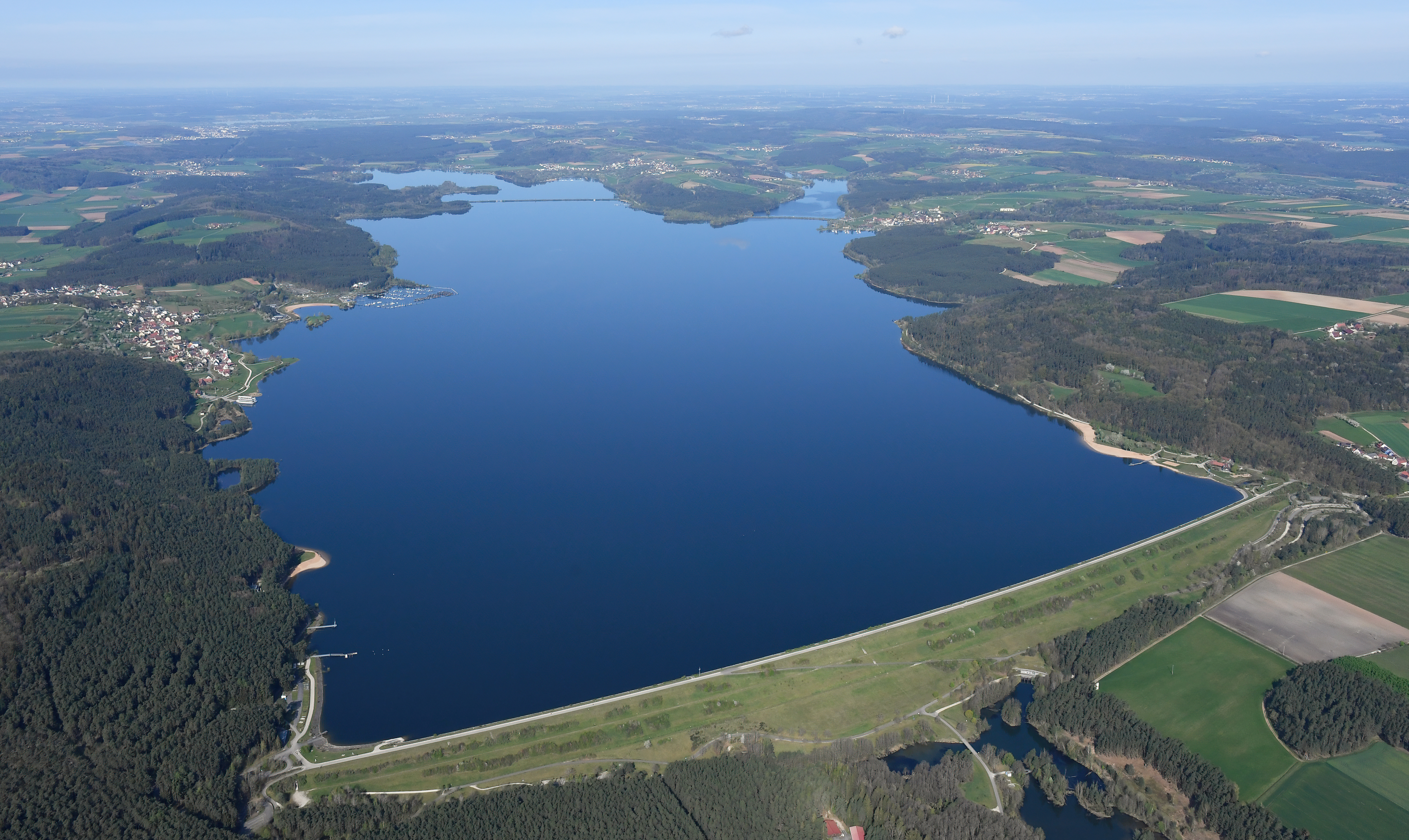

| Міста 1. Вайссенбург-у-Баварії (7135) 2. Ґунценгаузен (16665) 3. Еллінген (3960) 4. Паппенгайм (3924) 5. Тройхтлінген (13099) Громади 1. Алесгайм (954) 2. Берген (1161) 3. Бурґзалах (1175) 4. Вестгайм (1178) 5. Гаундорф (2697) 6. Геттінген (1092) 7. Діттенгайм (1824) 8. Еттенштат (856) 9. Зольнгофен (1742) 10. Ланґенальтгайм (2234) 11. Майнгайм (839) 12. Мур-ам-Зе (2369) 13. Пользінґен (1823) 14. Пфофельд (1586) 15. Райтенбух (1201) 16. Тайленгофен (1118) | Торговельні громади 1. Абсберг (1392) 2. Гайденгайм (2548) 3. Гноцгайм (823) 4. Маркт-Берольцгайм (1288) 5. Неннслінген (1402) 6. Плайнфельд (7589) Об'єднання громад 1. Управління Альтмюльталь 2. Управління Ганненкамм 3. Управління Гунценгаузен 4. Управління Еллінген 5. Управління Неннслінген |

Дані про населення наведені станом на 31 грудня 2020.